# Alexander von Schrenk

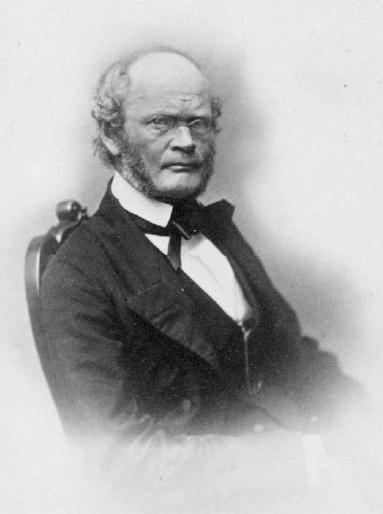
Alexander Gustav von Schrenk

Alexander Gustav von Schrenk (oder auch Schrenck von Notzing, * 4. Februar 1816 in Trisnowo nahe Tula; † 25. Juni 1876 in Dorpat in Estland) war ein deutschbaltischer Naturforscher. Er war der Bruder von Leopold von Schrenck.

## Leben
Alexander (von) Schrenk stammte aus Livland (damals Russland, heute Lettland und Estland), von deutschstämmigen Eltern, und studierte 1834–37 an der Kaiserlichen Universität Dorpat Naturwissenschaften, insbesondere Mineralogie und Botanik. Er war Mitglied der Baltischen Corporation Livonia Dorpat. Danach wurde er Mitarbeiter am Botanischen Garten von St. Petersburg und nahm an Reisen nach Lappland, dem nördlichen Ural und später noch nach Kirgisistan teil. Ab 1846 wieder in Dorpat arbeitete er seine Forschungsergebnisse auf (Reise nach dem Nordosten des europäischen Rußlands, durch die Tundren der Samojedenzum arktischen Uralgebirge, 2 Bde., Dorpat 1848) und wurde hier 1849 an der Universität Dozent für Mineralogie (heute eher Geologie genannt; Übersicht des obern Silurischen Schichtensystems Liv- und Esthlands, vornämlich ihrer Inselgruppe, Dorpat 1852). 1858–68 war er meist auf seinem Gut Heiligensee, dann wieder in Dorpat, wo er die Dorpater Naturforscher-Gesellschaft mitbegründet hatte und 60-jährig starb, nachdem er noch einiges Schöngeistige aus der Heimat seiner Vorfahren, der Nordmark, veröffentlicht (1868 „Fabelbuch“, 1870 „Romanzen und Balladen“) hatte.
Schrenks Sohn war der Landschafts- und Marinemaler Hermann Friedrich von Schrenck.

## Werke

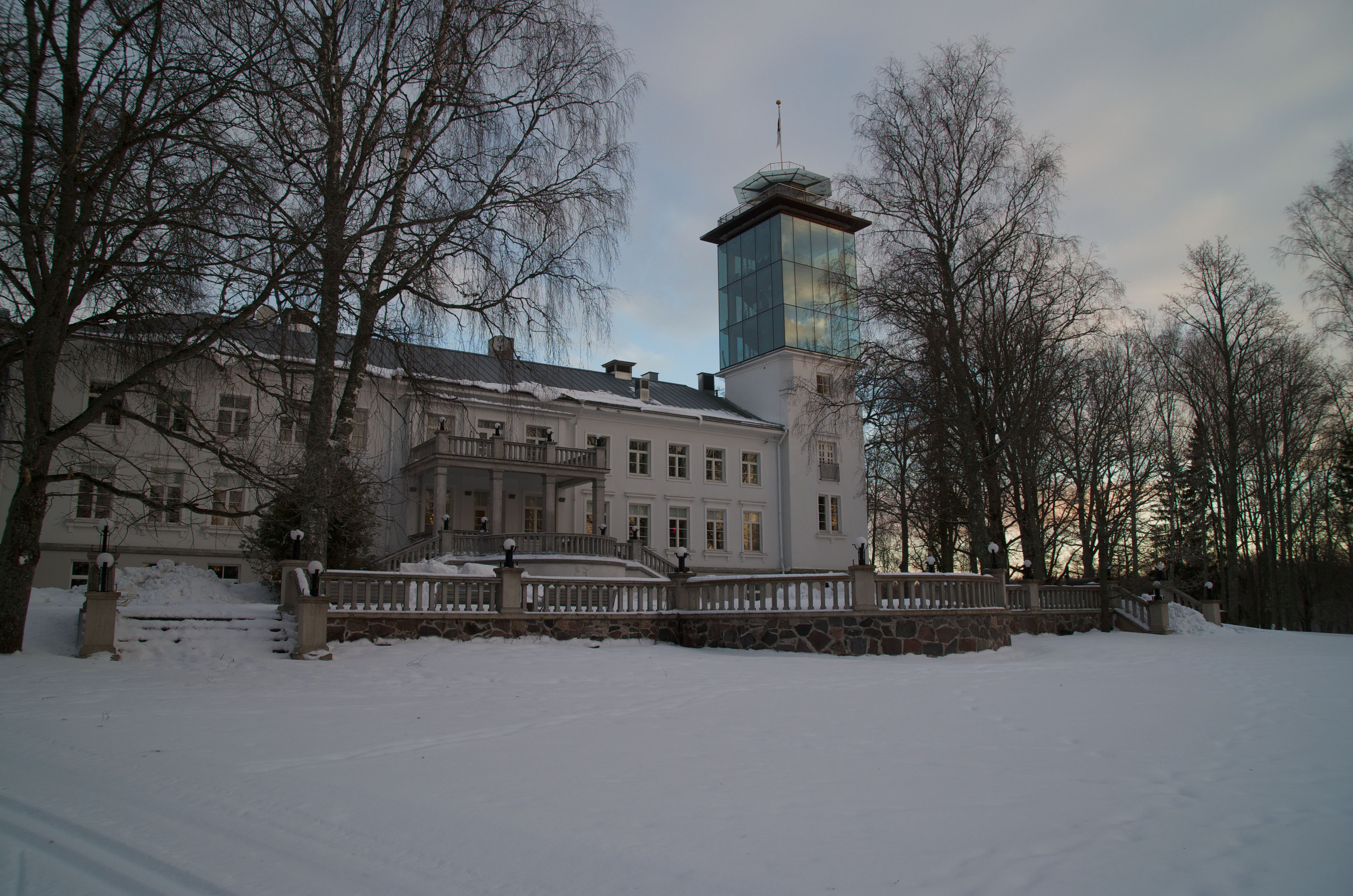
Gut Heiligensee bei Pühajärve

- Bericht über eine im Jahre 1840 in die östliche Dsungarische Kirgisensteppe unternommene Reise, 1840.
- Reise nach dem Balchasch und auf dem Tarbagatai, 1841
- Reise nach dem Nordosten des europäischen Rußlands, durch die Tundren der Samojeden, zum arktischen Uralgebirge, zwei Bände 1848; ins englische übersetzt 1964 als Journey to the Northeast of European Russia, through the Tundras of the Samoyeds, to the Arctic Ural Mountains.
- Orographisch-geognostische Uebersicht des Uralgebirges im hohen Norden, 1849
- Sitzungsberichte der Naturforscher-Gesellschaft zu Dorpat in den Jahren 1853 bis 1860

## Ehrungen
Sein Name ist in der botanischen Nomenklatur in der Schrenk-Fichte (Picea schrenkiana), Tulipa schrenkii, Schrenks Tulpe u. a.) und in der zoologischen Nomenklatur im Balchasch-Barsch (Perca schrenkii) verewigt. Auch die Pflanzengattung Schrenkia Fisch. & C.A.Mey. aus der Familie der Doldenblütler (Apiaceae) wurde ihm zu Ehren benannt.
Nach Alexander von Schrenk ist der 372 km lange Fluss Schrenk benannt, ein linker Nebenfluss der Unteren Taimyra auf der Taimyrhalbinsel.
- Titel Hofrat